# Breite Straße 8 (Düsseldorf)

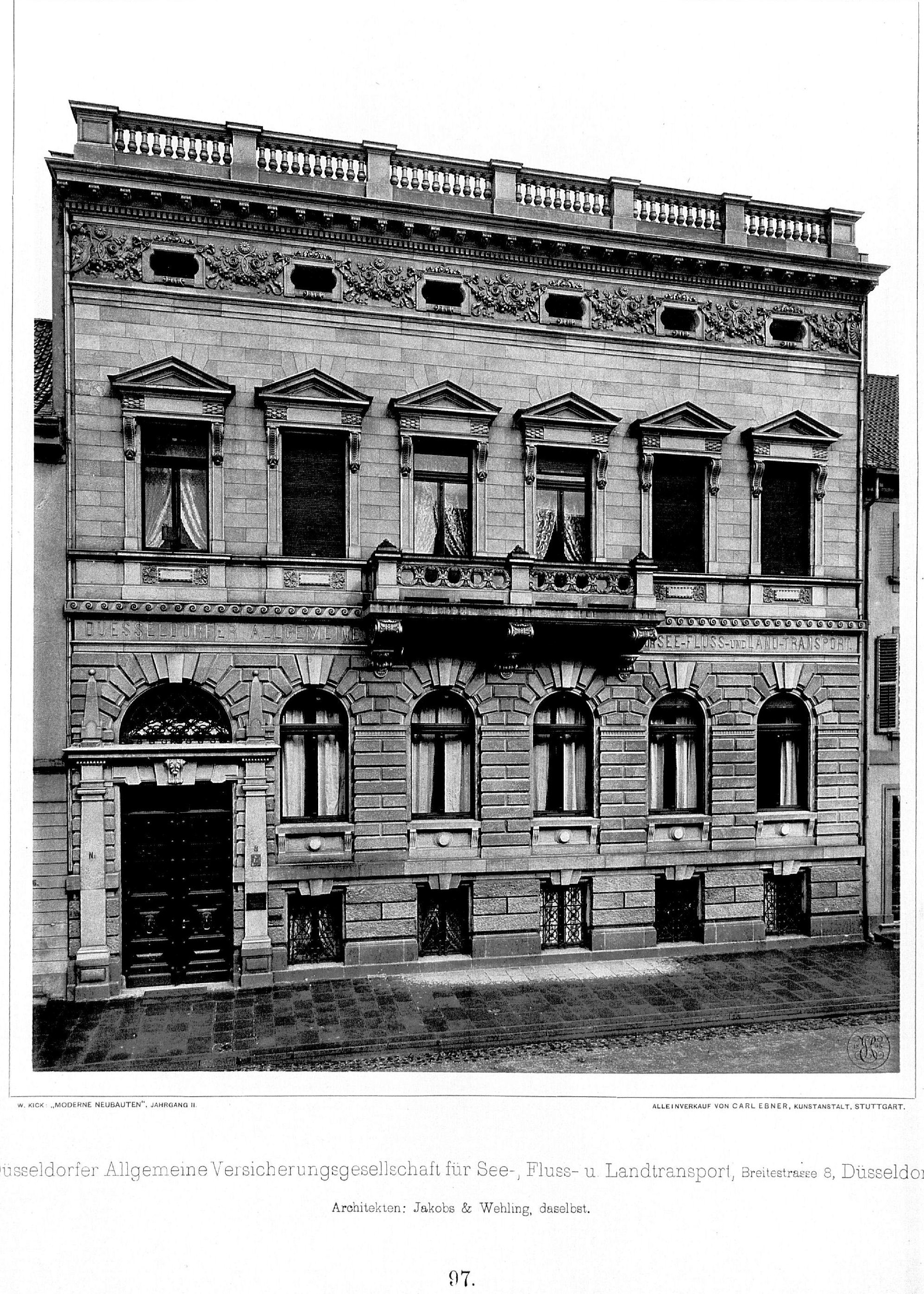
Haus Breite Straße 8, vor 1895

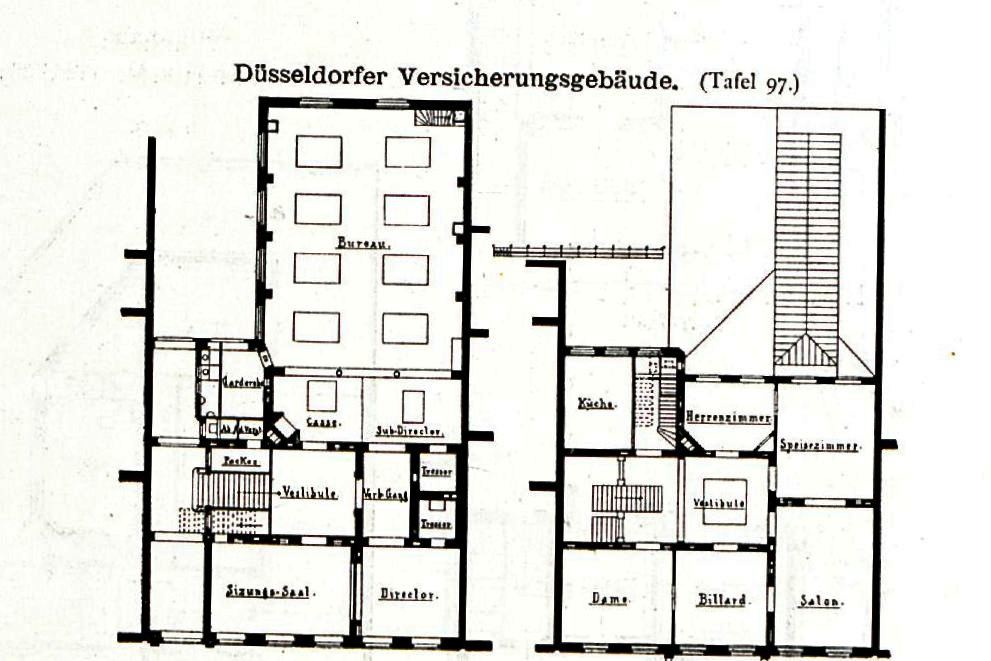
Grundrisse EG (links) und erstes OG

Das Haus Breite Straße 8 in Düsseldorf wurde 1890 durch das Architekturbüro Jacobs & Wehling als Verwaltungsgebäude für die 1845 gegründete Düsseldorfer Allgemeine Versicherungsgesellschaft für See-, Fluß- und Landtransporte erbaut. Das Gebäude, dessen Bau 170.000 Mark kostete, erfüllte sowohl repräsentative wie auch geschäftliche Zwecke.
Das Haus ist nicht erhalten, sein Grundstück wurde nach dem Krieg neu überbaut mit der ehemaligen Düsseldorfer Zentrale der Dresdner Bank.

## Architektur
„Die monumentale Strassenfront zeigt eindrucksvoll Architekturformen in freier italienischer Renaissance“.
Über einem rustizierten Sockelgeschoss erhoben sich zwei Obergeschosse, an die sich ein niedriges Mezzaningeschoss anschloss. Die Straßenfassade war in sechs Achsen gegliedert und fand ihren oberen Abschluss mit einem kräftigen Kranzgesims und einer Balustrade. Das erste Obergeschoss erfuhr durch architektonisch aufwendige Fensterrahmungen eine Betonung. Die Brüstungsfelder unterhalb der Fenster waren mit Reliefs und Kartuschen gestaltet. Oberhalb der Fenster befanden sich Dreiecksgiebel als Fensterverdachungen, die auf Konsolen ruhten. Festons schmückten die Flächen zwischen den Fenstern im Mezzaningeschoss.
Das Gebäude war im Innern mit gewölbten Decken, Stuck und Marmor-Verkleidungen ausgestaltet. Im Erdgeschoss befanden sich die Räume für die Direktion und das große Büro, Tresor und Garderobe. Das Büro des Direktors lag an der Straße. Der eingeschossige Bürotrakt war im hinteren Teil des Gebäudes untergebracht. Der gesamte Büroraum wurde durch ein Oberlicht mit Tageslicht versorgt.